# FFA Cup (2019)
FFA Cup 2019 – szósta edycja, australijskiego krajowego pucharu piłkarskiego FFA Cup.
W rywalizacji wzięło udział łącznie 737 drużyn z całego kraju. Drużyny z A-League oraz mistrz National Premier Leagues (NPL; Campbelltown City SC) rozpoczęły turniej od rundy głównej (1/16 finału) razem z 21 drużynami, które uzyskały awans z rundy kwalifikacyjnej. Runda główna FFA Cup rozpoczęła się 23 lipca, zakończyła się 23 października 2019. Zwycięzcą rozgrywek FFA Cup została drużyna Adelaide United FC, która pokonała w finale drużynę Melbourne City FC.

## Format rozgrywek
Turniej FFA Cup został podzielony na dwa główne etapy: rundę kwalifikacyjną i rundę główną. W rundzie kwalifikacyjnej brały udział zespoły, które występowały w National Premier Leagues oraz w niższych ligach stanowych. Awans do rundy głównej uzyskały 21 drużyn i łącznie z drużynami z A-League oraz mistrzem National Premier Leagues (zapewniony start od 1/16 finału) wystąpiło od tego etapu rozgrywek 32 drużyny.
Poszczególnym federacją stanowym przypadała określona liczba miejsc w rundzie głównej:
- Football NSW (Nowa Południowa Walia): 5 drużyn;
- Football Federation Victoria (Wiktoria): 4 drużyny;
- Football Queensland (Queensland): 4 drużyny;
- Football West (Australia Zachodnia): 2 drużyny;
- Northern NSW Football (północna część Nowej Południowej Walii): 2 drużyny;
- Football Federation South Australia (Australia Południowa): 1 drużyna;
- Football Federation Tasmania (Tasmania): 1 drużyna;
- Capital Football (Australijskie Terytorium Stołeczne): 1 drużyna;
- Football Federation Northern Territory (Terytorium Północne): 1 drużyna.

Liczba miejsc została ustalona na podstawie liczby zarejestrowanych piłkarzy w danej federacji.

## Uczestnicy
| A-League | National Premier Leagues i niższe ligi stanowe | National Premier Leagues i niższe ligi stanowe |
| 10 drużyn | 22 drużyny | 22 drużyny |
| - Adelaide United FC - Brisbane Roar FC - Central Coast Mariners FC - Melbourne City FC - Melbourne Victory FC - Newcastle United Jets FC - Perth Glory FC - Sydney FC - Wellington Phoenix FC - Western Sydney Wanderers FC | - Manly United FC (FNSW) - Marconi Stallions FC (FNSW) - Mt Druitt Town Rangers FC (FNSW) - Sydney United 58 FC (FNSW) - St George FC (FNSW) - FC Bulleen Lions (FFV) - Hume City FC (FFV) - Melbourne Knights FC (FFV) - Moreland Zebras FC (FFV) - South Hobart FC (FFT) - Cooma FC (CF) | - Brisbane Strikers FC (FQ) - Coomera Colts SC (FQ) - Mackay & Whitsundays Magpies Crusaders United FC (FQ) - Olympic FC (FQ) - Edgeworth FC (NNSWF) - Maitland FC (NNSWF) - Bayswater City SC (FW) - Floreat Athena FC (FW) - Adelaide Olympic FC (FFSA) - Campbelltown City SC (NPL, FFSA) - Darwin Olympic SC (FFNT) |

Zgodnie z decyzją organów zarządzającymi rozgrywkami klub Western United FC, który od sezonu 2019/2020 przystąpi do rozgrywek A-League, nie weźmie udziału w rozgrywkach FFA Cup 2019.
Objaśnienia:
1. FNSW – Football NSW;
2. FFV – Football Federation Victoria;
3. FQ – Football Queensland;
4. NNSWF – Northern NSW Football;
5. FW – Football West;
6. FFSA – Football Federation South Australia;
7. CF – Capital Football;
8. FFT – Football Federation Tasmania;
9. FFNT – Football Federation Northern Territory;
10. NPL – mistrz National Premier Leagues.

## Rozgrywki

### 1/16 finału
| Gospodarz                                        | Wynik            | Gość                        |
| 24 lipca 2019                                    |                  |                             |
| Olympic FC                                       | 5:2              | Bayswater City SC           |
| Adelaide Olympic FC                              | 4:3              | Floreat Athena FC           |
| Darwin Olympic SC                                | 0:3              | Edgeworth FC                |
| FC Bulleen Lions                                 | 1:1 pd. (k. 2:3) | Moreland Zebras FC          |
| Mackay & Whitsundays Magpies Crusaders United FC | 2:1              | Coomera Colts SC            |
| Mt Druitt Town Rangers FC                        | 2:2 pd. (k. 2:4) | Manly United FC             |
| 31 lipca 2019                                    |                  |                             |
| Campbelltown City SC                             | 1:3              | Melbourne City FC           |
| Maitland FC                                      | 0:2              | Central Coast Mariners FC   |
| Cooma FC                                         | 0:2              | Hume City FC                |
| South Hobart FC                                  | 0:3              | Marconi Stallions FC        |
| St George FC                                     | 3:5 pd.          | Sydney United 58 FC         |
| 7 sierpnia 2019                                  |                  |                             |
| Melbourne Knights FC                             | 2:5              | Adelaide United FC          |
| Brisbane Strikers FC                             | 2:2 pd. (k. 4:2) | Wellington Phoenix FC       |
| Melbourne Victory FC                             | 2:3 pd.          | Newcastle United Jets FC    |
| Sydney FC                                        | 0:2              | Brisbane Roar FC            |
| Perth Glory FC                                   | 1:2 pd.          | Western Sydney Wanderers FC |

### 1/8 finału
| Gospodarz            | Wynik            | Gość                                             |
| 21 sierpnia 2019     |                  |                                                  |
| Edgeworth FC         | 1:5              | Newcastle United Jets FC                         |
| Marconi Stallions FC | 1:2              | Melbourne City FC                                |
| Olympic FC           | 2:3              | Adelaide United FC                               |
| Moreland Zebras FC   | 4:0              | Mackay & Whitsundays Magpies Crusaders United FC |
| 28 sierpnia 2019     |                  |                                                  |
| Sydney United 58 FC  | 1:7              | Western Sydney Wanderers FC                      |
| Brisbane Strikers FC | 1:0              | Manly United FC                                  |
| Adelaide Olympic FC  | 1:3              | Hume City FC                                     |
| Brisbane Roar FC     | 2:2 pd. (k. 2:4) | Central Coast Mariners FC                        |

### Ćwierćfinały
| Gospodarz            | Wynik | Gość                        |
| 17 września 2019     |       |                             |
| Adelaide United FC   | 1:0   | Newcastle United Jets FC    |
| Hume City FC         | 0:1   | Central Coast Mariners FC   |
| 18 września 2019     |       |                             |
| Brisbane Strikers FC | 3:2   | Moreland Zebras FC          |
| Melbourne City FC    | 3:0   | Western Sydney Wanderers FC |

### Półfinały
| Gospodarz                 | Wynik | Gość               |
| 1 października 2019       |       |                    |
| Brisbane Strikers FC      | 1:5   | Melbourne City FC  |
| 2 października 2019       |       |                    |
| Central Coast Mariners FC | 1:2   | Adelaide United FC |

### Finał
| 23 października 2019 19:30 (UTC+11:00) | Adelaide United FC · Toure 25' · Halloran 49' · Mileusnic 60' · McGree 75' | 4 – 0Raport | Melbourne City FC                    | Coopers Stadium, Adelaide Widzów: 14 920 Sędzia: Alex King |
|                                        | kartki: · Kitto 45' · McGree 79' · Strain 82' · Halloran 90'               |             | kartki: · 79' Jamieson · 81' Genreau |                                                            |

|  |  |

| BR                                                                                | 20 | Paul Izzo              |     |
| OB                                                                                | 4  | Ryan Strain            |     |
| OB                                                                                | 2  | Michael Marrone        |     |
| OB                                                                                | 22 | Michael Jakobsen       |     |
| OB                                                                                | 7  | Ryan Kitto             |     |
| PO                                                                                | 8  | Riley McGree           | 84' |
| PO                                                                                | 5  | Michaël Maria          |     |
| PO                                                                                | 27 | Louis D’Arrigo         |     |
| NA                                                                                | 17 | Nikola Mileusnic       | 90' |
| NA                                                                                | 26 | Ben Halloran           |     |
| NA                                                                                | 35 | Al Hassan Toure        | 72' |
| Rezerwowi:                                                                        |    |                        |     |
| BR                                                                                | 30 | Isaac Richards         |     |
| PO                                                                                | 18 | Lachlan Brook          | 90' |
| PO                                                                                | 16 | Nathan Konstandopoulos | 84' |
| PO                                                                                | 6  | Vince Lia              |     |
| PO                                                                                | 11 | Kristian Opseth        | 72' |
| Trener:                                                                           |    |                        |     |
| Gertjan Verbeek Sędzia: Alex King Sędziowie liniowi: Wilson Brown i Matthew Cream |    |                        |     |

| BR              | 23 | Dean Bouzanis       |     |
| OB              | 2  | Scott Galloway      | 55' |
| OB              | 4  | Harrison Delbridge  |     |
| OB              | 22 | Curtis Good         |     |
| OB              | 3  | Scott Jamieson      |     |
| PO              | 34 | Connor Metcalfe     | 66' |
| PO              | 6  | Joshua Brillante    |     |
| PO              | 20 | Adrián Luna         |     |
| PO              | 19 | Lachlan Wales       |     |
| NA              | 11 | Craig Noone         | 72' |
| NA              | 29 | Jamie Maclaren      |     |
| Rezerwowi:      |    |                     |     |
| BR              | 1  | Tom Glover          |     |
| PO              | 40 | Richard Windbichler | 55' |
| PO              | 17 | Denis Genreau       | 66' |
| PO              | 7  | Rostyn Griffiths    |     |
| NA              | 21 | Ramy Najjarine      | 72' |
| Trener:         |    |                     |     |
| Erick Mombaerts |    |                     |     |

| Zdobywca FFA Cup 2019                  |
| -------------------------------------- |
| Adelaide United FC 3. tytuł w historii |